# Empis varipes
Empis varipes är en tvåvingeart som beskrevs av Friedrich Hermann Loew 1861. Empis varipes ingår i släktet Empis och familjen dansflugor. Inga underarter finns listade i Catalogue of Life.